# Laura Carli
Laura Carli, nome d'arte di Laura Russo (Forlì, 29 maggio 1906 – Forlì, 15 agosto 2005), è stata un'attrice e doppiatrice italiana.

## Biografia

Laura Carli con Memo Benassi a Tripoli (1941)

Dopo aver debuttato nel 1932 nella Compagnia di Renzo Ricci, passò ad altre compagnie, lavorando in modo intenso e continuativo a teatro e alla radio. Dalla seconda metà degli anni quaranta ebbe anche una propria compagnia, nella quale, proprio a Forlì, debuttò Valeria Valeri, nella stagione 1948-1949. Negli anni cinquanta, diresse il Teatro dei Satiri di Roma. Sempre nel dopoguerra, iniziò a lavorare anche per il cinema, limitandosi per lo più all'interpretazione di parti di secondo piano.
Ha dedicato buona parte della sua carriera al doppiaggio e alla prosa in televisione (è stata fra gli interpreti di Jane Eyre, sceneggiato televisivo del 1957 diretto da Anton Giulio Majano). Per la Disney ha dato voce all'elefantessa Catty in Dumbo - L'elefante volante, alla Fata Smemorina in Cenerentola nell'edizione originale del 1950 e alla Rosa rossa di Alice nel Paese delle Meraviglie. Madre dell'attore e doppiatore Carlo Baccarini e nonna dell'attrice Maria Laura Baccarini, è stata anche per hobby scultrice con l'argilla. È morta il 15 agosto 2005 nella sua città natale a 99 anni.

## Filmografia

### Cinema
- Fiori d'arancio, regia di Hobbes Dino Cecchini (1944)
- Vi saluto dall'altro mondo, regia di Hobbes Dino Cecchini (1945)
- I fratelli Karamazoff, regia di Giacomo Gentilomo (1947)
- Il corriere del re, regia di Gennaro Righelli (1947)
- Biancaneve e i sette ladri, regia di Giacomo Gentilomo (1949)
- Ultimo incontro, regia di Gianni Franciolini (1951)
- Melodie immortali, regia di Giacomo Gentilomo (1952)
- Cinque poveri in automobile, regia di Mario Mattoli (1952)
- Perdonami!, regia di Mario Costa (1953)
- Il cantante misterioso, regia di Marino Girolami (1954)
- Moglie e buoi..., regia di Leonardo De Mitri (1956)
- Una voce, una chitarra, un po' di luna, regia di Giacomo Gentilomo (1956)
- Vacanze a Ischia, regia di Mario Camerini (1957)
- C'è un sentiero nel cielo, regia di Marino Girolami (1957)
- Brevi amori a Palma di Majorca, regia di Giorgio Bianchi (1959)
- I cosacchi, regia di Giorgio Rivalta e Viktor Turžanskij (1960)
- I bellimbusti, regia di Claude Chabrol (1960)

### Televisione
- Svegliati e canta, di Clifford Odets, regia di Silverio Blasi, 10 febbraio 1956.
- Il giardino dei ciliegi, commedia di Anton Čechov, regia di Claudio Fino, trasmessa 6 aprile 1956
- I tesori del cielo, regia di Enrico Colosimo (1956)
- Piccolo mondo antico (1957)
- Il romanzo di un giovane povero (1957)
- Zero a zero: la partita continua, di Guy van Zandijcke, regia di Guglielmo Morandi, 23 settembre 1958.
- Il caso Maurizius (1961)
- Al calar del sipario (1965)
- I fratelli Karamazov (1969)
- All'ultimo minuto, episodio L'ultima cifra (1973)
- Costanza, regia di Carlo Lodovici, trasmessa l'11 giugno 1976.

## Doppiaggio

### Film
- Claudette Colbert in Ritrovarsi
- Madeleine Carroll in Giubbe rosse
- Dolores Palumbo in Don Camillo e i giovani d'oggi
- Angela Lansbury in In compagnia dei lupi
- Wendy Hiller in The Elephant Man
- Johanna Hofer in Possession
- Paola Borboni in I complessi
- Kay Medford in Mani lorde
- Columba Domínguez in Pane, amore e Andalusia
- Elsa Lanchester in Yvonne la francesina
- Signe Hasso in Il cielo può attendere
- Selena Royle in La sbornia di David
- Joan Hanley in Camera con vista
- Margaret Sullavan in Ossessione del passato
- Helen Vinson in Non puoi impedirmi d'amare
- Joan Caulfield in Monsieur Beaucaire

### Film d'animazione
- Catty in Dumbo - L'elefante volante
- Fata Smemorina in Cenerentola (ed. 1950)
- Regina di Cuori (canto), Rosa rossa in Alice nel Paese delle Meraviglie
- Vecchia fata in La regina delle nevi (ed. 1957)

### Anime
- Miss Pony in Candy Candy

## Teatro

### Compagnia italiana di prosa Laura Carli
- Svegliati e canta (Awake and Sing!): 3 atti di Clifford Odets, regia di Carlo Di Stefano
- La brocca rotta (Der Zerbrochene Krug): 3 tempi di Ewald Jürgen Georg von Kleist, regia di Carlo Di Stefano
- Buio dentro: 3 atti di Ezio D'Errico, regia di Gaspare Gozzi

- Caviale per il generale: 3 atti di George Saint-George e Eugenie Leontovich, regia di Giorgio Prosperi
- Conserviamo le nostre cattive abitudini: 3 atti di Franco Monicelli, regia di Franco Monicelli
- Il giudizio universale: 3 atti di Anna Bonacci, regia di Joop van Hulzen
- Querela contro ignoto (Plainte contre inconnu): 3 tempi di George Neveux, regia di Mario Landi
- Le valigie erano pronte: 3 atti di Sennuccio Benelli, regia di Mario Landi
- Apocalisse a Capri: farsa moderna in 3 atti di Sergio Sollima, regia di Mario Landi

## Prosa radiofonica Rai
- Quintetto, di Cesare Giulio Viola, regia di Guglielmo Morandi, trasmessa il 26 febbraio 1948.
- Una lontana parente, di Eligio Possenti, regia di Anton Giulio Majano (1948)
- Le troiane, di Euripide, regia di Guglielmo Morandi, trasmessa il 3 gennaio 1949
- Il finto Stanislao, di Felice Romani, musica Giuseppe Verdi, trasmessa il 25 gennaio 1951.
- Un gioco di società, di László Fodor, regia di Pietro Masserano Taricco trasmessa il 21 agosto 1951
- Non ti conosco più, di Aldo De Benedetti, regia di Umberto Benedetto, trasmessa il 27 aprile 1952.
- Il ritorno di Ulisse di Stanisław Wyspiański, regia di Pietro Masserano Taricco, trasmessa il 25 settembre 1953.
- Faust di Wolfgang Goethe, regia di Corrado Pavolini, trasmessa il 14 ottobre 1953.
- La gelosia di Anton Francesco Grazzini, regia di Corrado Pavolini, trasmessa il 26 aprile 1957.
- Un'anima superiore, commedia di Midi Mannocci, regia di Marco Visconti, trasmessa il 1 dicembre 1957.
- Stelle alpine, di Eligio Possenti, regia di Guglielmo Morandi, trasmessa il 29 dicembre 1958.
- Lastrico d'inferno, commedia di Paolo Levi, regia di Daniele D'Anza, trasmessa il 13 giugno 1960.
- Le sorelle Materassi, di Aldo Palazzeschi, regia di Carlo Di Stefano trasmessa il 22 novembre 1965

## Varietà radiofonici Rai
- No, No, Soubrette, radiocommedia di Umberto Simonetta e Guglielmo Zucconi, musiche di Giovanni D'Anzi, con Laura Carli, orchestra di Angelo Brigada, regia di Nino Meloni 1955
- Allegretto, quasi una rivista di Romildo Craveri, con Laura Carli, Mila Vannucci, Manlio Busoni, regia di Guglielmo Morandi 1955